# Список депутатов Национального собрания Азербайджана VII созыва
В статье представляется персональный состав Милли Меджлиса (Парламента) Азербайджана седьмого созыва по итогам выборов, состоявшихся 1 сентября 2024 года.

## Общие сведения
VII созыв сформирован по итогам выборов, проведённых 1 сентября 2024 года. Первое заседание состоялось 23 сентября 2024 года.

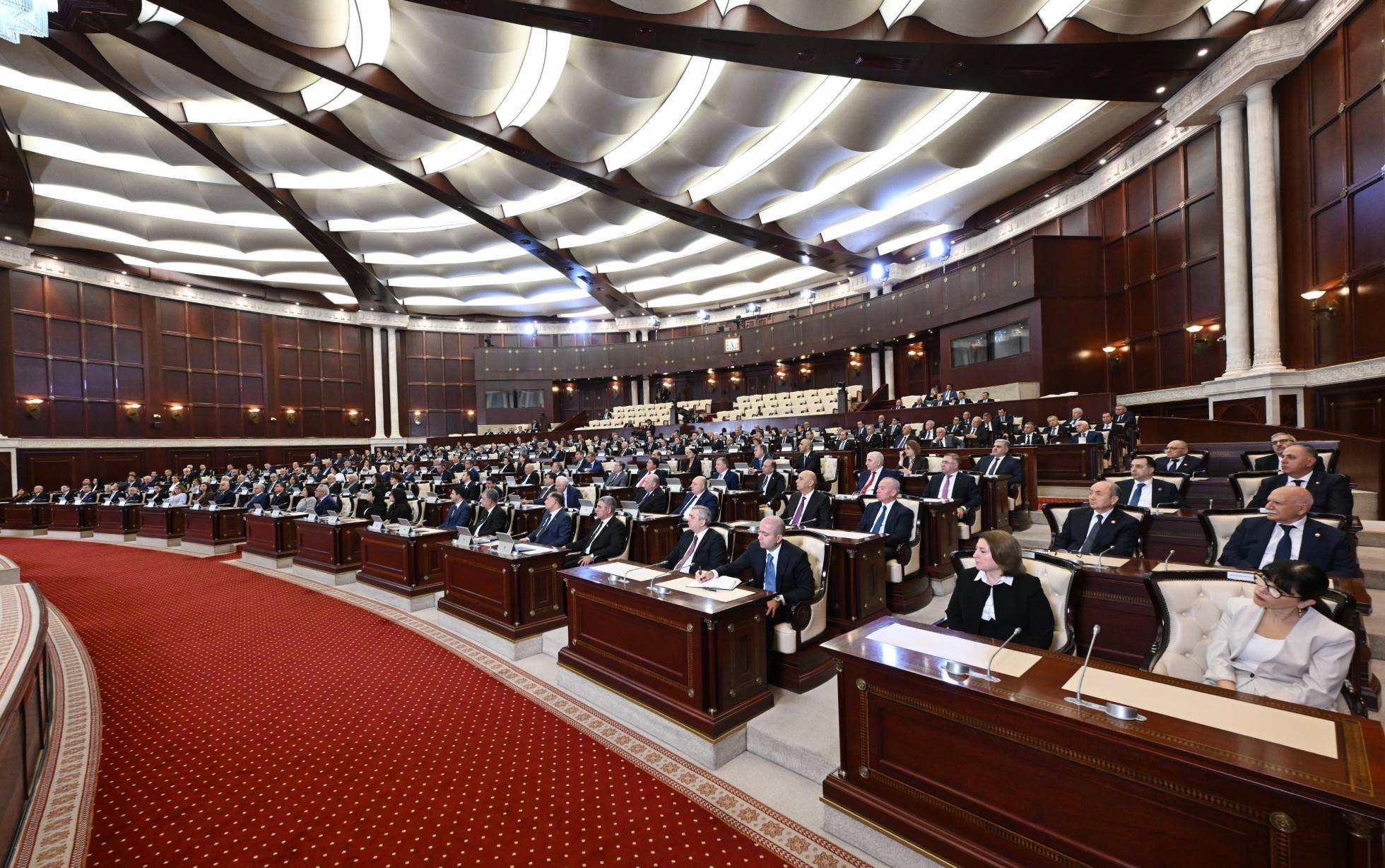
1 заседание 2024

## Депутаты Милли Меджлиса
| №   | ФИО                  | Округ                                                     |
| --- | -------------------- | --------------------------------------------------------- |
| 1   | Зияфет Аскеров       | 1-й Шарур-Садаракский избирательный округ                 |
| 2   | Сиявуш Новрузов      | 2-й Шарур-Кенгерлинский избирательный округ               |
| 3   | Саттар Мехбалыев     | 3-й Бабек-Шахбуз-Кенгерлинский избирательный округ        |
| 4   | Эльдар Ибрагимов     | 4-й Нахичеванский городской избирательный округ           |
| 5   | Ульвия Гамзаева      | 5-й Бабек-Нахичевань-Джульфинский избирательный округ     |
| 6   | Вюгар Рагимзаде      | 6-й Ордубад-Джульфинский избирательный округ              |
| 7   | Нигяр Арпадараи      | 7-й Сабаильский избирательный округ                       |
| 8   | Азай Гулиев          | 8-й Бинагадинский первый избирательный округ              |
| 9   | Камаледдин Гафаров   | 9-й Бинагадинский второй избирательный округ              |
| 10  | Эльшад Мусаев        | 10-й Бинагадинский третий избирательный округ             |
| 11  | Сабина Хасаева       | 11-й Бинагади-Гарадагский избирательный округ             |
| 12  | Солтан Мамедов       | 12-й Хазарский первый избирательный округ                 |
| 13  | Гюльшан Пашаева      | 13-й Хазарский второй избирательный округ                 |
| 14  | Гюнай Эфендиева      | 14-й Хазар-Пираллахинский избирательный округ             |
| 15  | Ульви Гулиев         | 15-й Ясамальский первый избирательный округ               |
| 16  | Эркин Гадирли        | 16-й Ясамальский второй избирательный округ               |
| 17  | Гёйдениз Гахраманов  | 17-й Ясамальский третий избирательный округ               |
| 18  | Расим Мусабеков      | 18-й Нариманов-Низами-Бинагадинский избирательный округ   |
| 19  | Хикмет Мамедов       | 19-й Наримановский первый избирательный округ             |
| 20  | Самир Велиев         | 20-й Наримановский второй избирательный округ             |
| 21  | Малахат Гасанова     | 21-й Насими-Бинагадинский избирательный округ             |
| 22  | Асим Моллазаде       | 22-й Насими-Ясамальский избирательный округ               |
| 23  | Зияд Самедзаде       | 23-й Насими-Сабаильский избирательный округ               |
| 24  | Кёнуль Нуруллаева    | 24-й Низаминский первый избирательный округ               |
| 25  | Али Ахмедов          | 25-й Низаминский второй избирательный округ               |
| 26  | Фазиль Мустафаев     | 26-й Сабунчинский первый избирательный округ              |
| 27  | Арзухан Ализаде      | 27-й Сабунчинский второй избирательный округ              |
| 28  | Эльдар Гулиев        | 28-й Сабунчинский третий избирательный округ              |
| 29  | Азер Аллахверенов    | 29-й Сабунчинский четвертый избирательный округ           |
| 30  | Севиндж Фаталиева    | 30-й Сураханский первый избирательный округ               |
| 31  | Гая Мамедов          | 31-й Сураханский второй избирательный округ               |
| 32  | Афет Гасанова        | 32-й Сураханский третий избирательный округ               |
| 33  | Захид Орудж          | 33-й Хатаинский первый избирательный округ                |
| 34  | Михаил Забелин       | 34-й Хатаинский второй избирательный округ                |
| 35  | Парвана Велиева      | 35-й Хатаинский третий избирательный округ                |
| 36  | Гудрат Гасангулиев   | 36-й Хатаи-Сураханский избирательный округ                |
| 37  | Айдын Гусейнов       | 37-й Гарадагский избирательный округ                      |
| 38  | Нагиф Гамзаев        | 38-й Гянджинский первый избирательный округ               |
| 39  | Парвин Керимзаде     | 39-й Гянджинский второй избирательный округ               |
| 40  | Муса Гулиев          | 40-й Гянджинский третий избирательный округ               |
| 41  | Мушфиг Джафаров      | 41-й Гянджа-Самух-Геранбойский избирательный округ        |
| 42  | Хиджран Гусейнова    | 42-й Сумгаитский первый избирательный округ               |
| 43  | Таир Миркишили       | 43-й Сумгаитский второй избирательный округ               |
| 44  | Мехрибан Велиева     | 44-й Сумгаитский третий избирательный округ               |
| 45  | Сабина Салманова     | 45-й Сумгаитский четвертый избирательный округ            |
| 46  | Эльнара Акимова      | 46-й Сумгаитский пятый избирательный округ                |
| 47  | Заур Шукюров         | 47-й Сумгаит-Абшерон-Гарадагский избирательный округ      |
| 48  | Нигяр Мамедова       | 48-й Абшеронский первый избирательный округ               |
| 49  | Ризван Набиев        | 49-й Абшеронский второй избирательный округ               |
| 50  | Рамид Намазов        | 50-й Абшеронский третий избирательный округ               |
| 51  | Гейдар Асадов        | 51-й Ширванский избирательный округ                       |
| 52  | Ильхам Мамедов       | 52-й Евлахский избирательный округ                        |
| 53  | Али Гусейнли         | 53-й Евлах-Мингечевирский избирательный округ             |
| 54  | Айдын Мирзазаде      | 54-й Мингечевирский избирательный округ                   |
| 55  | Мушвиг Мамедли       | 55-й Сиязань-Губа-Хызинский избирательный округ           |
| 56  | Махир Сулейманлы     | 56-й Шабран-Хачмазский избирательный округ                |
| 57  | Агалар Велиев        | 57-й Хачмазский городской избирательный округ             |
| 58  | Севиль Микаилова     | 58-й Хачмазский сельский избирательный округ              |
| 59  | Алибала Магеррамзаде | 59-й Губинский избирательный округ                        |
| 60  | Анатолий Рафаилов    | 60-й Губа-Гусарский избирательный округ                   |
| 61  | Азер Бадамов         | 61-й Гусарский избирательный округ                        |
| 62  | Амина Агазаде        | 62-й Кюрдамирский избирательный округ                     |
| 63  | Рафаэль Гусейнов     | 63-й Гаджигабул-Кюрдамирский избирательный округ          |
| 64  | Садиг Гурбанов       | 64-й Сальянский избирательный округ                       |
| 65  | Гюнай Агамалы        | 65-й Сальян-Билясувар-Нефтчалинский избирательный округ   |
| 66  | Азиз Алекперов       | 66-й Саатлинский избирательный округ                      |
| 67  | Ахлиман Амирасланов  | 67-й Сабирабадский избирательный округ                    |
| 68  | Кямал Джафаров       | 68-й Сабирабад-Ширванский избирательный округ             |
| 69  | Бахруз Магеррамов    | 69-й Билесуварский избирательный округ                    |
| 70  | Танзиля Рустамханлы  | 70-й Нефтечалинский избирательный округ                   |
| 71  | Малик Гасанов        | 71-й Джалилабадский городской избирательный округ         |
| 72  | Эльман Насиров       | 72-й Джалилабадский сельский избирательный округ          |
| 73  | Фазаил Ибрагимли     | 73-й Масаллы-Джалилабадский избирательный округ           |
| 74  | Махшур Мамедов       | 74-й Масаллинский избирательный округ                     |
| 75  | Муса Гасымлы         | 75-й Ярдымлы-Масаллинский избирательный округ             |
| 76  | Джаваншир Пашазаде   | 76-й Ленкорань-Масаллинский избирательный округ           |
| 77  | Фариз Исмаилзаде     | 77-й Ленкоранский городской избирательный округ           |
| 78  | Анар Искендеров      | 78-й Ленкоранский сельский избирательный округ            |
| 79  | Рашад Махмудов       | 79-й Астаринский избирательный округ                      |
| 80  | Васиф Гафаров        | 80-й Лерик-Астаринский избирательный округ                |
| 81  | Рази Нуруллаев       | 81-й Имишлинский избирательный округ                      |
| 82  | Сайяд Салахлы        | 82-й Имишли-Саатлинский избирательный округ               |
| 83  | Шахин Исмаилов       | 83-й Бейлаганский избирательный округ                     |
| 84  | Вюгар Байрамов       | 84-й Физулинский избирательный округ                      |
| 85  | Агиль Аббасов        | 85-й Физули-Агджабединский избирательный округ            |
| 86  | Таир Рзаев           | 86-й Агджабединский избирательный округ                   |
| 87  | Шахин Сеидзаде       | 87-й Гобустан-Шемахы-Исмаиллинский избирательный округ    |
| 88  | Тамам Джафарова      | 88-й Шемахинский избирательный округ                      |
| 89  | Новрузали Асланов    | 89-й Исмаиллинский избирательный округ                    |
| 90  | Эльчин Мирзабейли    | 90-й Агсуинский избирательный округ                       |
| 91  | Сабир Гаджиев        | 91-й Гёйчайский избирательный округ                       |
| 92  | Мазахир Эфендиев     | 92-й Гёйчай-Агдашский избирательный округ                 |
| 93  | Сахиб Алыев          | 93-й Агдашский избирательный округ                        |
| 94  | Рамиль Гасан         | 94-й Уджарский избирательный округ                        |
| 95  | Жаля Алиева          | 95-й Зардаб-Кюрдамир-Уджарский избирательный округ        |
| 96  | Бадал Бадалов        | 96-й Геранбой-Нафталанский избирательный округ            |
| 97  | Анар Мамедов         | 97-й Тертер-Агдере-Геранбойский избирательный округ       |
| 98  | Ханлар Фетиев        | 98-й Барда-Тертерский избирательный округ                 |
| 99  | Фатма Йылдырым       | 99-й Бардинский избирательный округ                       |
| 100 | Кямран Байрамов      | 100-й Гёйгёль-Дашкесан-Кельбаджарский избирательный округ |
| 101 | Мубариз Гурбанлы     | 101-й Самух-Шамкирский избирательный округ                |
| 102 | Сахиба Гафарова      | 102-й Шамкирский городской избирательный округ            |
| 103 | Нурлан Гасанов       | 103-й Шамкирский сельский избирательный округ             |
| 104 | Севиндж Гусейнова    | 104-й Кедабекский избирательный округ                     |
| 105 | Арзу Нагиев          | 105-й Товуз-Кедабекский избирательный округ               |
| 106 | Низами Сафаров       | 106-й Товузский избирательный округ                       |
| 107 | Ульвия Агаева        | 107-й Товуз-Газах-Агстафинский избирательный округ        |
| 108 | Азер Амирасланов     | 108-й Агстафинский избирательный округ                    |
| 109 | Самед Сеидов         | 109-й Газахский избирательный округ                       |
| 110 | Насиб Магамалиев     | 110-й Балакенский избирательный округ                     |
| 111 | Азер Керимли         | 111-й Загатала-Балакенский избирательный округ            |
| 112 | Асиф Аскеров         | 112-й Загатальский избирательный округ                    |
| 113 | Али Масимли          | 113-й Гах-Шекинский избирательный округ                   |
| 114 | Вюгар Искендеров     | 114-й Шекинский городской избирательный округ             |
| 115 | Джаваншир Фейзиев    | 115-й Шекинский сельский избирательный округ              |
| 116 | Эльшан Мусаев        | 116-й Габалинский избирательный округ                     |
| 117 | Эйваз Гурбанов       | 117-й Огуз-Габала-Шекинский избирательный округ           |
| 118 | Эльман Мамедов       | 118-й Агдам-Ходжалинский избирательный округ              |
| 119 | Бахтияр Алиев        | 119-й Агдамский избирательный округ                       |
| 120 | Джейхун Мамедов      | 120-й Джебраил-Губадлинский избирательный округ           |
| 121 | Ровшан Мурадов       | 121-й Лачинский избирательный округ                       |
| 122 | Турал Гянджалиев     | 122-й Ханкендинский избирательный округ                   |
| 123 | Мирджалил Гасымлы    | 123-й Кельбаджарский избирательный округ                  |
| 124 | Полад Бюльбюль оглы  | 124-й Шуша-Агдам-Ходжавендский избирательный округ        |
| 125 | Имамверди Исмаилов   | 125-й Зангилан-Губадлинский избирательный округ           |